# ستاره و الماس
ستاره و الماس فیلمی به کارگردانی سیامک شایقی، نویسندگی داوود مسلمی و تهیه‌کنندگی هادی مشکوت ساخته سال ۱۳۶۷ است.
این فیلم در ۱۳ دی ۱۳۶۸ در سینماهای ایران اکران شده‌است.

## خلاصه فیلم
پیرمرد جنگزده‌ای اسباب و اثاثیهٔ مختصر خود را با وانتی به تهران می‌برد تا به دخترش ستاره ملحق شود. در راه بر اثر حملهٔ هوایی دشمن کشته می‌شود. مصطفی، رانندهٔ وانت، تصمیم می‌گیرد همراه مادرش وسایل پیرمرد را به خانوادهٔ او برساند. در تهران یکی از صندوق‌های پیرمرد ربوده می‌شود. مصطفی به کلانتری شکایت می‌برد و به زحمت صندوق را می‌یابد. مادر صندوق را، که محتوی لباس عروسی است، به ستاره تحویل می‌دهد و وقتی درمی یابد که دختر به تنهایی زندگی می‌کند اسباب ازدواج او و مصطفی را فراهم می‌آورد.